# David Marsh
David Marsh (Poplar, Londres, 28 de desembre de 1894 – Epping, Essex, 1960) va ser un ciclista anglès que va córrer durant els anys posteriors a la Primera Guerra Mundial. Va disputar els Jocs Olímpics de 1920 i 1924 i el 1922 guanyà la medalla d'or al Campionat del món de ciclisme amateur, després d'haver finalitzar 12è el 1921.